# Labatut (Landes)
Labatut é uma comuna francesa na região administrativa da Nova Aquitânia, no departamento Landes. Estende-se por uma área de 21,16 km². Em 2010 a comuna tinha 1 449 habitantes (densidade: 68,5 hab./km²).